# Antonio Lupián Zapata
Antonio Lupián Zapata, noto anche come Lupián de Zapata e Antonio de Nobis (... – Ibiza, giugno 1667), è stato un falsario spagnolo.

## Biografia
Chierico e un cronista, era noto per essere un falsificatore di documenti impiegati in diverse discussioni del periodo. Tra le tecniche usate per falsificare i documenti utilizzava quella di esporre i documenti al calore di un forno per farli sembrare più vecchi.
Secondo José Godoy Alcántara fu archivista della Cattedrale di Burgos, dalla quale fu espulso dedicandosi dunque a scrivere false storie e documenti antichi. Dopodiché si stabilì nella stessa città dei benedettini. Si trasferì prima a Madrid, e successivamente diventò rettore della Cattedrale di Ibiza (1666). Qui, almeno per i documenti di cui si dispone, la gestione fu giusta e corretta, ma non smise di dedicarsi alle sue abitudini creando falsi alberi genealogici per le famiglie dell'isola.
La Espasa Calpe ammette:
"La sua fama letteraria la acquisì falsificando documenti e cronache, con le quali rese falsa la storia, per la quale questo ramo della conoscenza umana soffrì molto con il lavoro di Zapata e di altri scrittori come padre Román de la Higuera" (vol. 70, p. 1004).
Inoltre si presentava con i titoli di cronista reale di Filippo IV e di notaio apostolico che non comparivano su nessuno documento ufficiale.
Alla difficoltà di scoprire le sue falsificazioni di documenti o cronache si aggiunge l'appoggio che ricevette che godevano di credito come il monaco benedettino Gregorio de Argaiz, il quale contribuì a consolidare le sue invenzioni ed a complicare la ricerca storica.
Si contano i seguenti documenti o opere ritenute false:
- Hautberti Hispalensis chronicon cum annotationibus. Hauberto sarebbe stato un personaggio del IX secolo che avrebbe scritto la sua cronaca nel IX secolo. Il Crónicon de Hauberto si utilizzò come prova per dimostrare la antica possessione di Tarragona su Saragozza, così da favorire i benedettini nella zona.
- Wallambosium Merium cum annotationibus. Questa è una continuazione della morte del precedente Hauberto e racconta i fatti tra il 919 e il 974.
- Carta de la concordia entre los abades de Gumiel y la Vid. Si tratta di un documento che presenta Domingo come priore del convento, dimostrato nel premonstratense di Vid, documento scoperto da Zapata nel 1642.
- Martirologio de San Gregorio Bético.
- Nobiliario de las casas de Cataluña.
- Unión de la muy noble, leal y ilustre provincia de Guipuzcoa a las coronas de España.
- Anche lo scoprimento della presunta lapide che indicava che l'Ordine della Misericordia era stata fondata quando Jaime I aveva 20 anni (1228).

## Opere
- Theatro de la Santa Iglesia de Burgos, opera perduta che, tuttavia, menziona lo stesso Zapata quando si presenta davanti al Filippo IV.
- Anales de Castilla en tres centurias, anch'essa inclusa da Zapata nella sua presentazione davanti a Filippo IV. Tratta del periodo tra la conquista musulmana fino al 1014.
- Anales de Cataluña, da quando fu popolata fino al re Ataúlfo.
- Historia del monasterio de San Millán, opera che non riuscì a pubblicare.
- Reyes de Sobrarbe, defendidos contra Mr. de Marcha, arzobispo de Tortosa y origen del Justicia de Aragón, breve opuscolo di 21 fogli dove cerca di rivendicare l'esistenza dei re  Garci-Ximenez, García Iñiguez, Fortún Garcés I, Sancho Garcés e Iñigo Arista.
- Historia del Santuario de Santa María de Valbanera, opera descritta anche nella presentazione che Zapata propone a Filippo IV.
- Señores de Vizcaya. Señorío incorporado en los Señores Reyes de Castilla y León, por cuya unión son numerados los Señores Reyes Católicos entre los prebendados de la metropolitana de Burgos..
- Árbol genealógico de los vizcondes de Rocaberti, opera che già nel 1676 teneva una reputazione non attendibile.
- Principes y obispos de Espanna.
- De Berengaria Alphonsi regis filia primogenita vita (1665).
- De los pueblos, iglesias, monasterios y hospitales de España.
- Dos compendios de las dicciones latinas, griegas y hebreas.
- España, primogénita del misterio de la Purísima Concepción de Nuestra Señora.
- Cronicon exiliense.
- Defensa por la religión Geronyma de España y su antiguedad: en que se responde a vn tratado, que el autor de la Población eclesiastica imprimió en su quarta parte, el año de mil seiscientos sesenta y nueve, contra el origen Geronymiano.